# タイの歴史 (1973年 - )
1973年以降のタイの歴史（-ねんいこうのタイのれきし）は不安定な民主主義がみられた時代であり、1973年の革命の結果として一つの軍事政権を脱却したものの、1976年のクーデターと流血の後に再び軍政が強いられた。 
1980年代の大部分の期間は、議会政治を回復した民主的傾向のある独裁者であったプレーム・ティンスーラーノン首相が政権を握った。その後、1991年から1992年までの短期間の軍政を別として、タイは民主主義を維持し続けた。2001年から2006年までタクシン・シナワット首相が率いるタイ愛国党が政権の座に就いたが、2006年9月にタイ愛国党に対する汚職疑惑への大きな不満を背景に軍がクーデターを起こし、翌2007年12月の総選挙によって文民政治が回復した。

## 革命

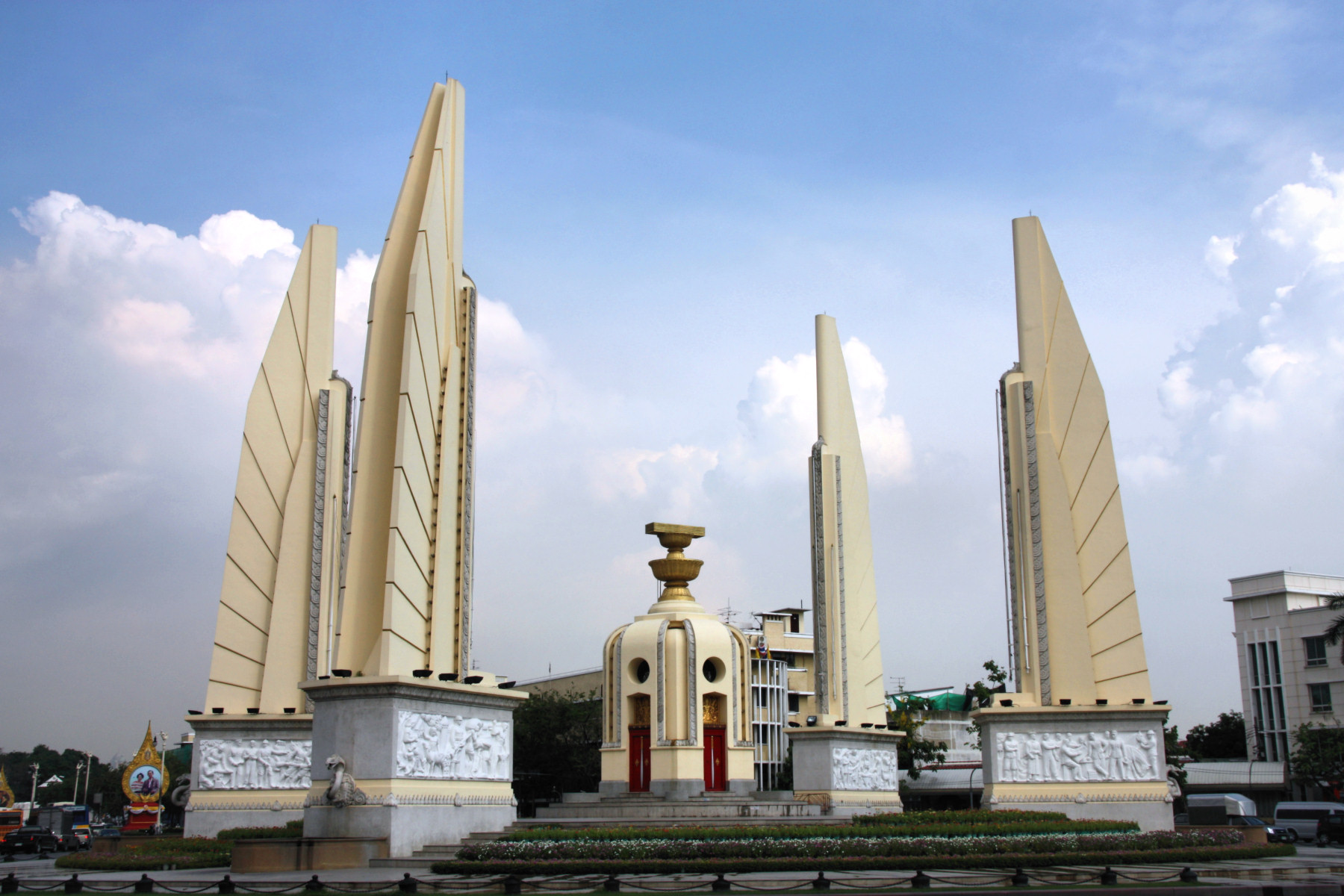
1932年の立憲革命の記念として造られたバンコクの民主記念塔は1973、1976、1992年および2010年に大規模なデモの舞台となった。

1973年10月の運動によってタイの政治に革命がもたらされた。都市の中産階級が初め、学生を先頭とした運動は軍事政権の支配に挑戦し、民主化への国王ラーマ9世の明白な支持を得た。軍事政権のタノーム・キッティカチョーン首相は、アメリカに逃れた。
しかしながら、まだタイにはこの大胆かつ新しい民主的システムをスムーズに構築できる政治階級がもたらされなかった。1975年1月の選挙では安定した多数派政党は生まれず、1976年4月の選挙でも結果は同じだった。老練な兄弟政治家であるセーニー・プラーモートとククリット・プラーモートは交替して政権を握ったが、一貫性のある改革を実行することができなかった。1974年の石油価格の高騰と不況によるインフレーションは、政府の力を弱めた。民主的な政府が最も人気を得る政策として、セーニー首相はタイからアメリカ軍を撤退させた。タイ国共産党によって先導された共産主義者による暴動は徐々に地方で活発になり、都市のインテリ層や学生を吸い上げ始めた。
1975年に近隣のベトナム、ラオス、カンボジアは共産主義政権となり、タイ人は共産主義による脅威に慌てた。共産主義勢力のタイ国境への隣接、600年に及んだラオス君主制の撤廃、およびラオスとカンボジアからの大量の難民の到来によりタイの世論は右翼に逆戻りし、1976年の選挙では保守派が前年の選挙を大幅に上回って勝利した。

## 軍事政権の復帰
1976年後半までのタンマサート大学の学生を中心とする運動に、中産階級の穏健派は支持をしなかった。軍と右派政党はリベラル学生に対する宣伝戦を始め、学生活動家が「共産主義者」であるとレッテルを貼った。そして、ルークスア・チャーオバーンや赤い野牛のような右翼準軍事組織により、それらの学生の多くが殺された。そして事件は、恩赦により8月にプラパート・チャルサティエン元陸軍総司令官、9月にタノーム元首相が王立の修道院 Wat Bovorn に入るためタイに戻った後の10月に起きた。
1973年以来の公民権運動がより活発になり、工場労働者と雇用主の間の緊張は激しくなった。社会主義や左翼思想はインテリ層や賃金労働者階級の間に浸透し始めた。政治的雰囲気はさらに緊張するようにさえなった。ナコーンパトム県では工場の雇用主に抗議を申し立てた労働者が木に吊るされて殺されているのが発見された。タイにおけるマッカーシズムのような赤狩りが広がり、共産主義の謀議をしているといえば、誰でも人を訴えることができた。

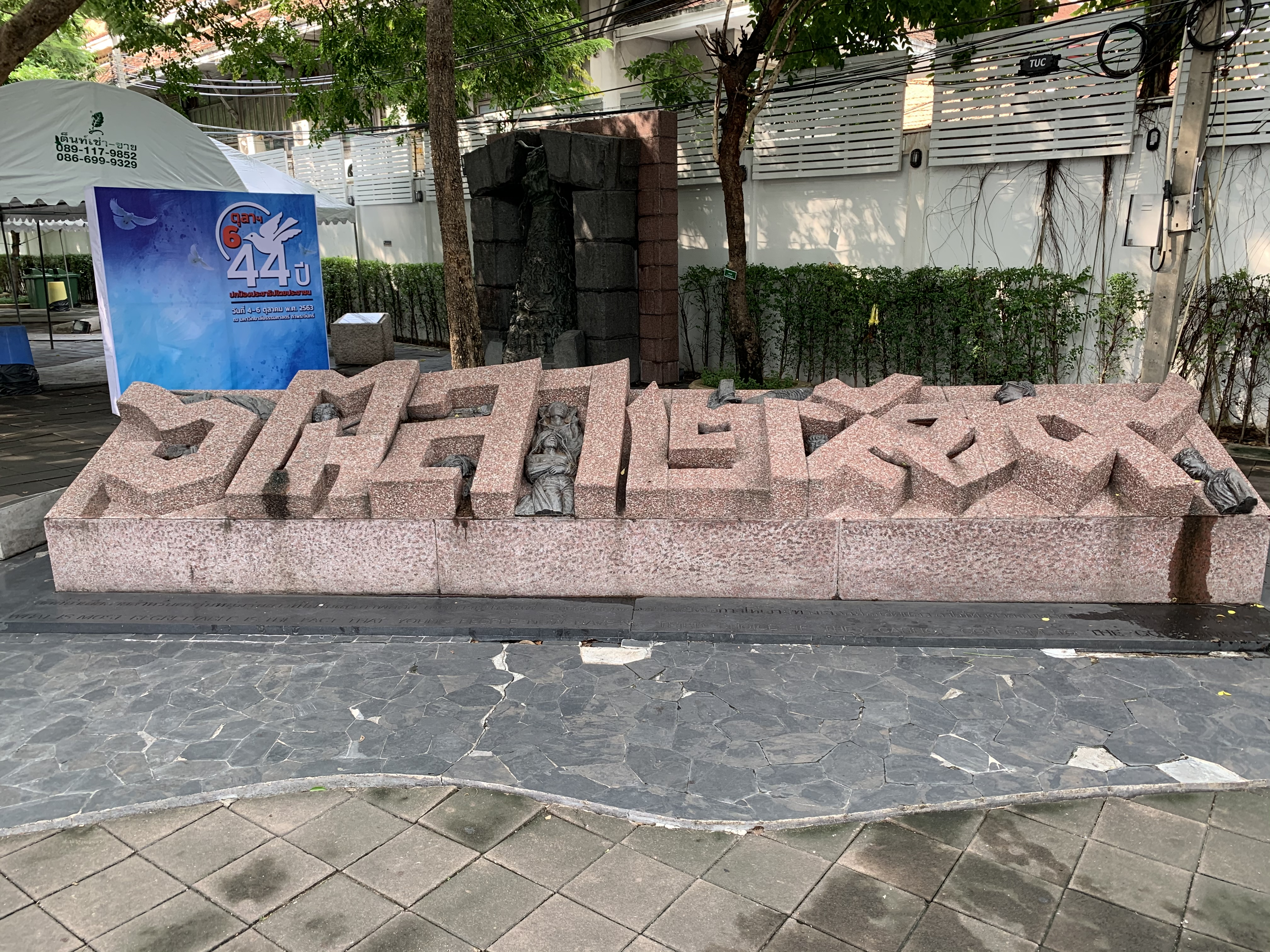
タマサート大学の10月6日事件記念碑

1976年9月からタノームらの帰国に抗議していたタマサート大学の学生は、10月4日に2つの非業の死への抗議として、絞首刑の寸劇を上演した。翌日、バンコック・ポストを含むいくつかの新聞は、寸劇の顔がワチラーロンコーン皇太子に似ているとして偽物の写真とともに不敬罪を示唆した。右派や超保守は頂点に達した学生の活動を抑圧するための激しい暴力を扇動した。10月6日、サガット・チャローユー海軍大将率いる国家統治改革評議会は国境警備警察や警察を動員し、右翼組織とともにタマサート大学を包囲した。そこでは何百人もの学生が銃砲撃を受け、拷問を受けて殺された。（血の水曜日事件）。事件直後、虐殺への追及を和らげるための恩赦がなされた。
その夜、サガットは憲法の停止と民主党政権の終わりを宣言しクーデターを企てた。セーニー首相は退陣し、軍は超保守的な元裁判官ターニン・クライウィチエンを首相に就任させ、大学、メディアおよび官庁の全面的な粛清を行った。何千人もの学生、インテリ、および他の左派は、バンコクから逃れて北部と東北部の共産党の反政府勢力に合流し、安全地帯だったラオスの基地を中心に活動した。他の亡命した左派にはタマサート大学の黄培謙博士や権威ある経済学者、大学の学長も含まれていた。経済はターニンの政策よりも、冷え切った外国からの投資のために重大な困難に陥り、新体制は民主化への試みと同じように不安定だった。1977年10月、サガットは再びクーデターを企ててターニンを退陣させ、クリエンサック・チョマナン司令官が首相に就任した。1978年、政府は「繁栄する国を造るために共に働く」ことを厭わないタイの共産主義者に住宅、家族との再会および安全を含む恩赦を申し出た。
タイ軍は同時に、ベトナム軍のカンボジア侵攻による状況に対処しなければならなかった。大量の難民が国境に押し寄せ、ベトナム側とポル・ポト派両軍が頻繁にタイ領に侵入し、国境沿いで衝突した。1979年の北京への訪問により、鄧小平に中国からタイの共産主義勢力への支援を終わらせる引き換えとして、タイ当局はカンボジアから西から逃れて侵入するポル・ポト派軍に安全な避難場所を与えることに同意せざるを得なかった。また、明らかになったクメール・ルージュによる犯罪の事実は、急激にタイの世論における共産主義への非難を強めた。クリエンサック首相の地位はすぐに維持できなくなり、オイルショックにより経済が悪化した1980年2月にやむを得ず辞任した。首相は清廉潔白な評判を伴った忠実な王党派、最高位のプレーム・ティンスーラーノン司令官によって引き継がれた。

### ベトナム軍の侵入
1979年から1988年にかけて、ベトナムのカンボジア占領軍は、ゲリラが隠れていると推定される難民キャンプやラオスやベトナムの避難民が多く住み着いた地区を探して、しばしばタイ領へ侵入した。散発的な小競り合いは国境沿いに続いた。カンボジアのベトナム軍は、中国と共にポル・ポト派ゲリラの主要な支持者であるタイにおけるポル・ポト派残党の国境キャンプを撃破するため、1985年から1988年にかけて定期的に襲撃した。

## クーデターと選挙
1980年代の大部分は、国王とプレームによって先導された民主化の過程である。横暴な軍の介在を終わらせるための2つの好ましい法規が採られた。

### プレーム政権時代

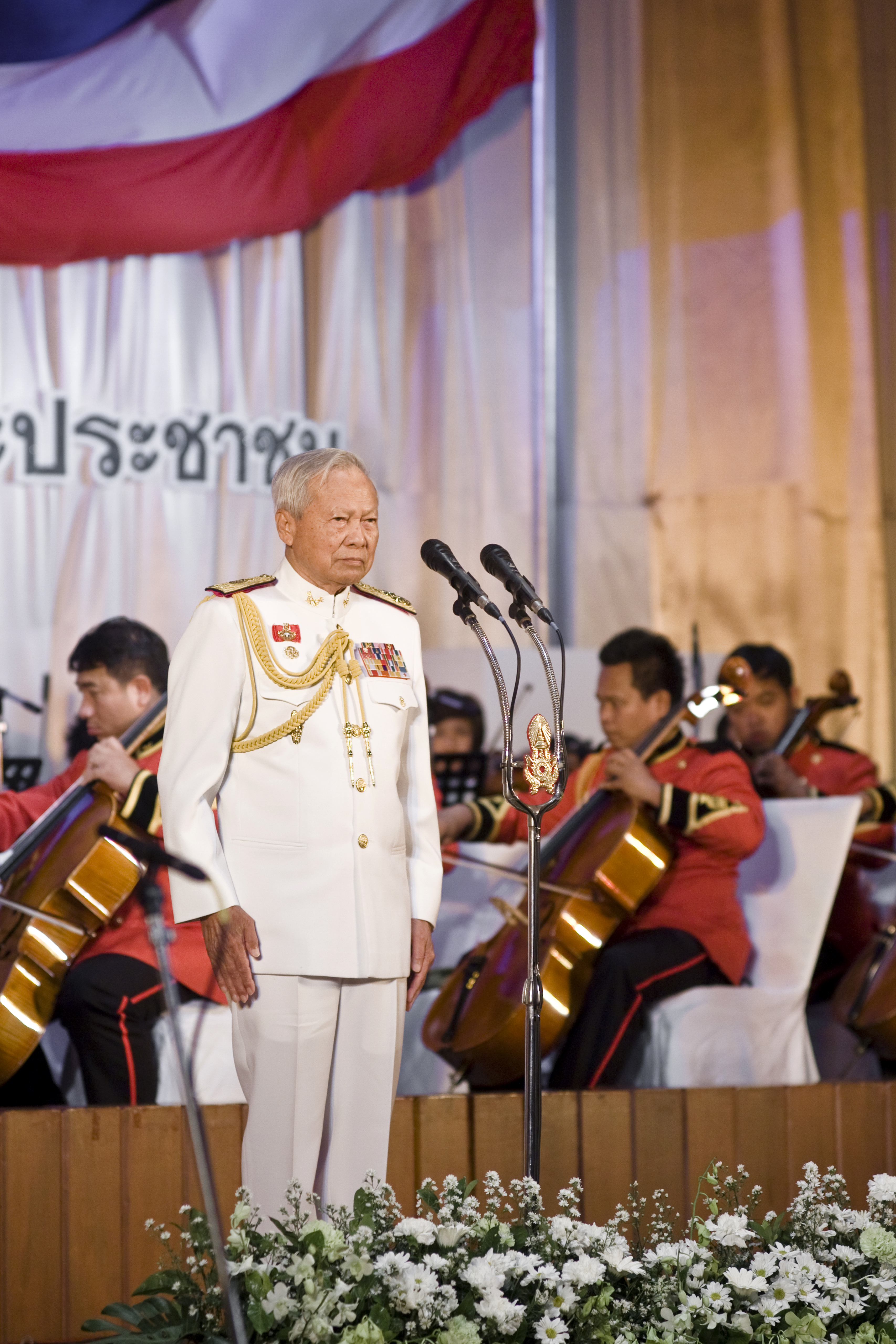
プレーム・ティンスーラーノン

1981年4月、「青年トルコ党員」として一般に知られているチャラート陸軍大将の徒党はクーデターを企画し、バンコクを占領した。チャラートは国民議会を解散させ、全面的な社会変革を約束した。しかし、プレームが王室をコラートに伴うと、チャラートの地位は崩壊した。国王のプレームへの支持が明確になると、宮殿お気に入りのアーチット陸軍司令官率いる忠実な王党派の部隊により首都は無血で奪還され、チャラートは処刑された。
このエピソードは、未だに君主制の威信を上げており、また相対的な中道主義者としてのプレームの評価を高めた。反乱は終わり、そして元学生ゲリラの大部分は恩赦の下でバンコクに戻った。1982年12月、タイ軍の最高司令官は、共産主義武装勢力や支持者が兵器を提出し、政府に忠誠を誓うことの宣伝のためにバンコクで開催された式典でタイ共産党旗を受け入れ、武装闘争の終わりを宣言した。軍隊はバラックに戻り、そしてさらに別の憲法が発布され、一般から選出された国民議会のバランスを取るために上院を創設することが約束された。選挙は1983年4月に行われ、今や文民政治家の顔をしたプレームに議席の大多数が与えられた。
またプレームは、東南アジアの広範囲に広がりが加速する経済革命の受益者であった。1970年代半ばの不況の後、飛躍的に経済成長した。タイは初めて主要な工業国になり、主な輸出品としてコンピューター部品、織物、靴のような製造加工品は、それまでの米、ゴムおよび錫に追いついた。インドシナ戦争とタイの内乱が終わるにしたがって観光産業は急成長し、主要な産業となった。都市人口は急速に成長し続ける一方、農村地域の生活水準の向上に伴い総人口の成長は減退したが、イーサーンはそれでも取り残された。タイは台湾や韓国のような「アジア四小龍」のような速さではないものの持続的成長を達成した。
プレームは1983年と1986年の2つの総選挙を乗り切って8年間在職し、個人的な人気を保持し続けていたが、民主政治の復活はより大胆なリーダーの要求につながった。1988年の新しい選挙は、チャートチャーイ・チュンハワン元司令官に権力をもたらした。プレームは大政党が申し出た3期目の首相職を辞退した。
プレーム政権時代はまた、大赦によって政府と共産主義者の激しい争いを終わらせたことで特筆できる。都市から逃れた学生は、結局は共産党に加わっていた。

### NPKCと「五月流血事件」
チャートチャーイは政府の取り決めで軍の一つの派閥が豊かになることを許したため、スントーン・コンソムポン、スチンダー・クラープラユーンなどチュラチョームクラオ陸軍士官学校第五期生の司令官によって率いられたライバル派閥は、チャートチャーイ政権の腐敗と「ビュッフェ内閣」の変革を掲げてクーデターを引き起こした。1991年2月23日、チャートチャーイとアーチットはドンムアン空港で拘束され、国家平和維持評議会 (NPKC) が軍と警察を掌握した。NPKCは、国王や国際世論への体面から民間人のアナン・パンヤーラチュン首相を就任させた。アナンは反汚職と率直さで人気を博した。次の総選挙は1992年3月に行われた。
選挙の結果として、クーデターの首謀者スチンダーを首相とする連立政権が成立した。首相には就任しないと公言していた約束を破ったことは、新政権が軍事政権への偽装に向かっていると広まっていた疑いに確信をもたらした。しかしながら、1992年のタイはもはや1932年のシャムではなかった。スチンダーの動きに対し、バンコク元知事のチャムロン・シームアン少将率いる何十万人もの人々はバンコク史上最大のデモンストレーションを行った。5月18日、スチンダーは個人的に忠誠を誓う部隊を都市に送り、強引にデモンストレーションを抑圧しようとしたため、バンコクの中心は虐殺と暴動が引き起こされ、数百人が死亡した。内戦への恐怖の中プミポン国王が介入し、5月20日にテレビの聴衆の前にスチンダーとチャムロンを呼び出し、平和的解決に従うよう促した。この会合によりスチンダーは辞職した。（暗黒の5月事件）

## 民主政治
1992年9月の選挙までの臨時首相は、主にバンコクと南部の有権者の代理をしてチュワン・リークパイの下で民主党に権力をもたらした王党派のアナンだった。チュアンは有能な行政官で、1995年にバンハーン・シラパアーチャーによって率いられた地方の保守政党連合によって選挙で破られるまで権力を維持した。バンハーン政権は最初から不正経常の汚職があり、1996年にやむを得ず早期の選挙を行った。チャワリット・ヨンチャイユット司令官の新希望党が、かろうじて辛勝した。
チャワリット首相は就任直後、1997年のアジア通貨危機に立ち向かうことを余儀なくされた。危機への対処の中で激しい批判を浴び、チャワリットは1997年11月に辞職し、チュワンが権力に返り咲いた。チュワンは国際通貨基金 (IMF) と協定に達して通貨を安定させ、タイの景気回復のためにIMFの介入を許した。国の過去を参照すれば、比較的に危機は民主的な手順の下で民間支配者によって決議された。
2001年の選挙の間、IMFとチュワンとの合意や経済活性化のための融資基金の用途が大きな討論の的となり、タクシン・シナワットの政策がより多くの選挙民の支持を得た。タクシンは古い政治、不正、組織犯罪、および麻薬への撲滅運動を効果的に行った。2001年1月の投票で、タイの国民議会から自由に選出された今までのいずれの首相の中でも最大の国民の信任を得て大勝した。

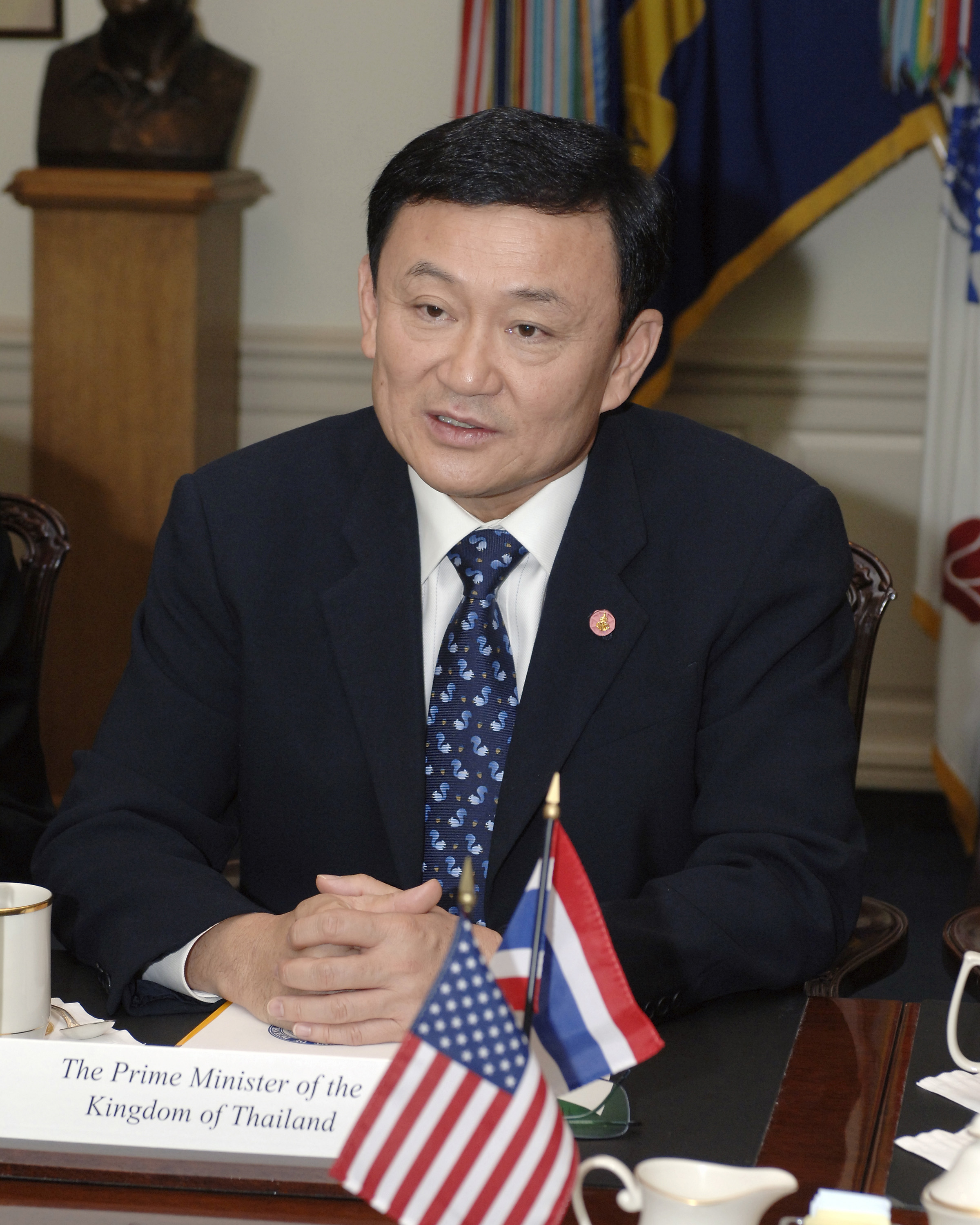
タクシン・チナワット

政権時代、タクシンはタイ経済の急速な回復を統括し、IMFから借りた全ての負債を期日以前に返済した。2002年までにタイ、そして特にバンコクは再び急騰していた。低価格製造業が中国や他の低賃金経済圏に移動したので、タイは急速に拡張した国内の中産階級市場と輸出の両方のために、より洗練された高級な製造業に移行した。ナイトライフを制御するための政府の「社会の秩序」キャンペーンにもかかわらず、観光産業、特に性観光業は巨大な収入源のままであった。タクシンは2005年2月に選挙でさらに大きい議席数を得て、2期目の政権に移行した。
しかしながら、タクシンはタイ民主政権における最も物議をかもす首相の一人ともなった。有能なリーダーとして賞賛されている間に、批判はより厳しくなった。そもそも政権の最初からあった含み資産で告発された。まさにジャーナリストとは戦いであった。また、ミャンマー軍事政権のとの関係においても批判された。「麻薬に対する戦争」の政策では数千人もの「容疑者」を処刑し、国内外の人権団体からの批判を招いた。また権力の乱用と利害の衝突が報道された。

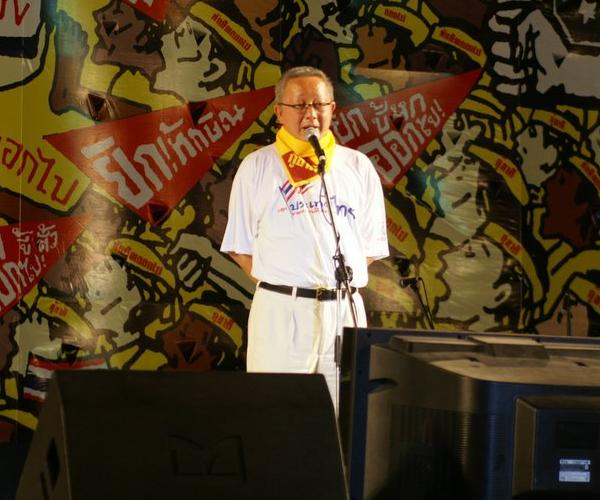
ソンティ・リムトーングン

2005年12月、メディアオーナーのソンティ・リムトーングンは、タクシンを酷評する彼のニュース解説テレビ番組をチャンネルから除いた後に反タクシンキャンペーンを開始した。ソンティの活動はタクシンの権力の乱用、不正、人権違反、および不道徳への疑いに基づいていた。またPTTとEGATの民営化の不適当な取り扱い、不公平なタイ・米自由貿易協定、スワンナプーム国際空港プロジェクトにおける不正およびシナワット家のシン・コーポレーションの継続的な所有権の利害対立もそこには含まれた。2006年1月、チナワット家はシン・コーポレーションの株を売却したが、タイの法律では譲渡所得税を支払う必要がなかった。ソンティと民主市民連合 (PAD) および反タクシン派は、法律による販売への非課税が不道徳であると主張した。ソンティとPADは何箇月も集団的な抗議運動を行った。2006年2月、タクシンは4月に解散総選挙を行うことに応じた。反対派は選挙をボイコットし、憲法裁判所は後に選挙結果を無効とすることを引き起こした。次の選挙は2006年10月に予定されていた。

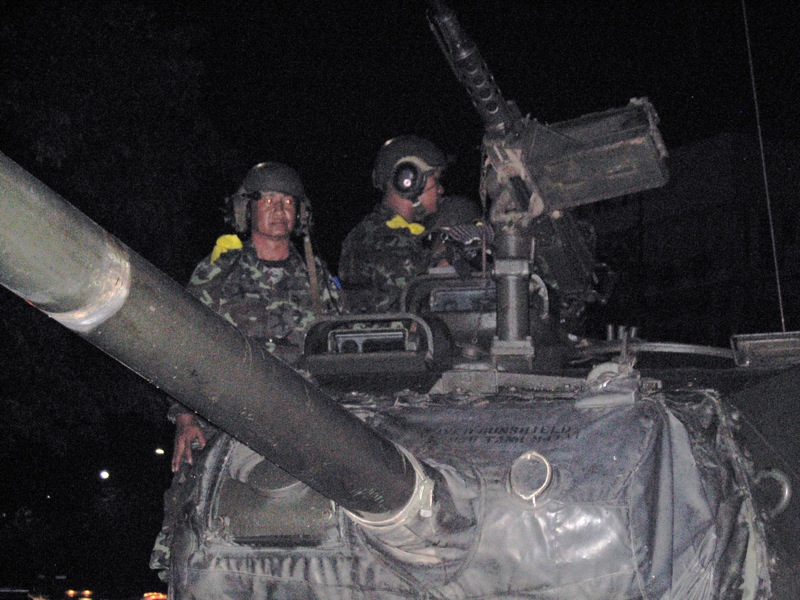
2006年クーデターの際の戦車兵

2006年9月19日、首相が国際連合総会のためにニューヨークにいた際、陸軍最高司令官のソンティ・ブンヤラットカリンが企画したクーデターは成功した。10月の選挙は中止され、1996年憲法は停止され、何人かの主要な大臣が心臓発作を起こし、議会は解散した。プミポン国王は正式に臨時政府を承認した。タクシンの外交パスポートは取り消され、イギリスに亡命した。新しい憲法は軍政により発布された。
2007年12月23日の総選挙では、タクシンに忠誠を誓うサマック・スントラウェート率いる国民の力党が議会の大多数を得て勝利し、民主政治が回復した。

## 2008年以降の政治危機
2006年のクーデター後のタイの政治には、タクシン・チナワット前首相の支持派と反対派という2つの戦いを続ける派閥があった。反タクシン派は民主市民連合 (PAD) を形成し、立憲君主国のシンボルとして王室を守る意味を含んだ黄シャツ隊として知られ、王室に「不忠実である」として非難し親タクシン派に対する王室の影響力を削ぐことを目的とした。2006年のクーデターに反対する活動家が結合した親タクシン派は赤シャツ隊として知られる反独裁民主同盟 (UDD) を形成し、現行憲法の停止、タクシンと仲間への恩赦を主張した。

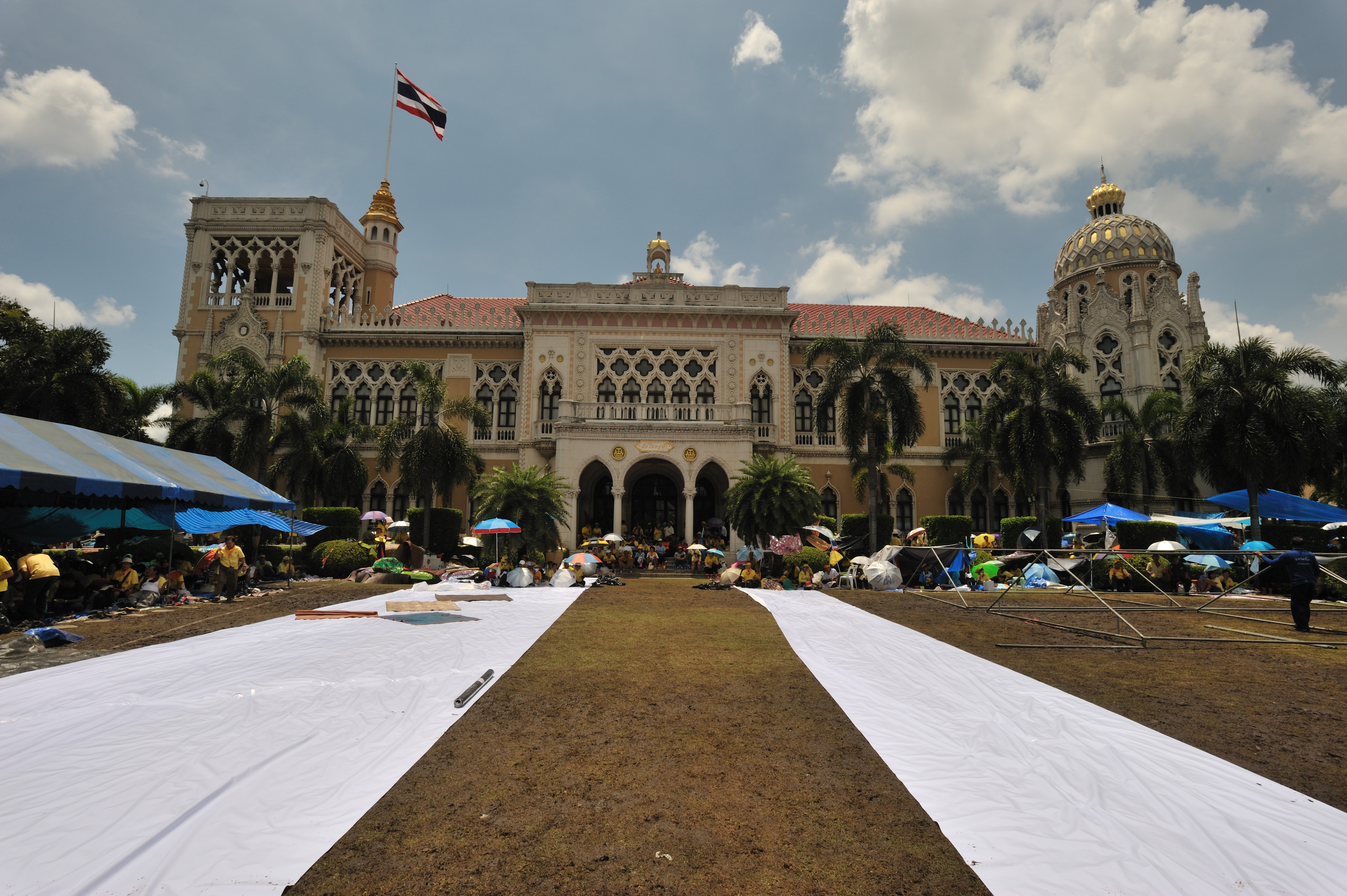
首相府を占拠したPAD

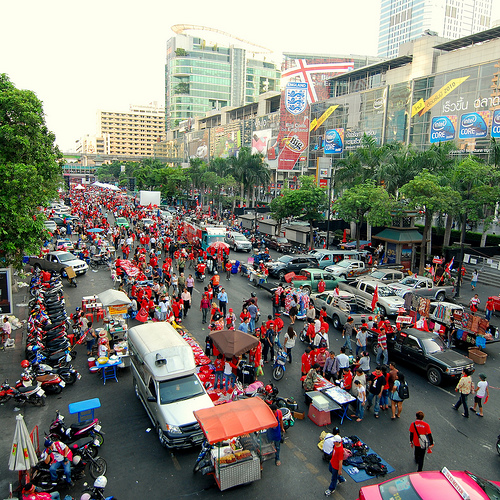
ラチャプラソン交差点付近を占拠したUDD

2008年5月25日、PADはサマック首相の辞職を要求して民主記念塔でデモンストレーションを始めた。その首相は、タクシン元首相が指名した選任だった。デモ参加者は与党の憲法修正プランにも反対していた。8月26日、デモ参加者は首相府を含む政府庁舎を占領した。サマックは、反対者の要求する辞職を拒否したが、武力行使はしないことを選んだ。8月29日から、デモ参加者は航空と鉄道のインフラストラクチャーを混乱させた。9月2日、衝突により1人が死亡したことにより、サマックは当日バンコクで非常事態を宣言し、PADによる集会とメディアの使用を禁止した。9月9日、サマックが憲法裁判所により有罪とされ、9月17日に後任としてタクシンの義兄弟ソムチャーイ・ウォンサワットが就任した。11月25日、PADはドンムアン空港、続いてスワンナプーム国際空港を封鎖し、何千人もの旅行者が足留めされた。12月2日、憲法裁判所は与党であった国民の力党の解散と、ソムチャーイを含む指導者の5年間の政治活動の禁止を命じた。これを受けて12月15日、反タクシン派の民主党党首アピシット・ウェーチャチーワが首相に選任された。
2009年4月11日、UDDはパッタヤーで東アジアサミットに乱入して中止させ、アピシット首相はバンコクと隣接する5県に非常事態を宣言した。2010年3月 - 4月、UDDと支援者はバンコクの中心市街地を占領し、衝突により18人の死者と、800人以上の負傷者をもたらした。5月13日 - 5月16日、包囲する警察や軍と抗議キャンプの衝突は徐々に拡大した。衝突により外国人ジャーナリストや医療関係者を含む少なくとも35人が死亡し、250以上が負傷した。5月19日、陸軍部隊は赤シャツキャンプを制圧し12人が死亡した。穏健派とされる赤シャツ指導者は投降して逮捕されたが、一部は逃亡した。それに続く暴動により、セントラルワールドを含む多くのショッピングセンターやビルが放火され破壊された。